# Fígols
Fígols est une commune de la communauté de Catalogne en Espagne, située dans la Province de Barcelone. Elle appartient à la comarque de Berguedà.

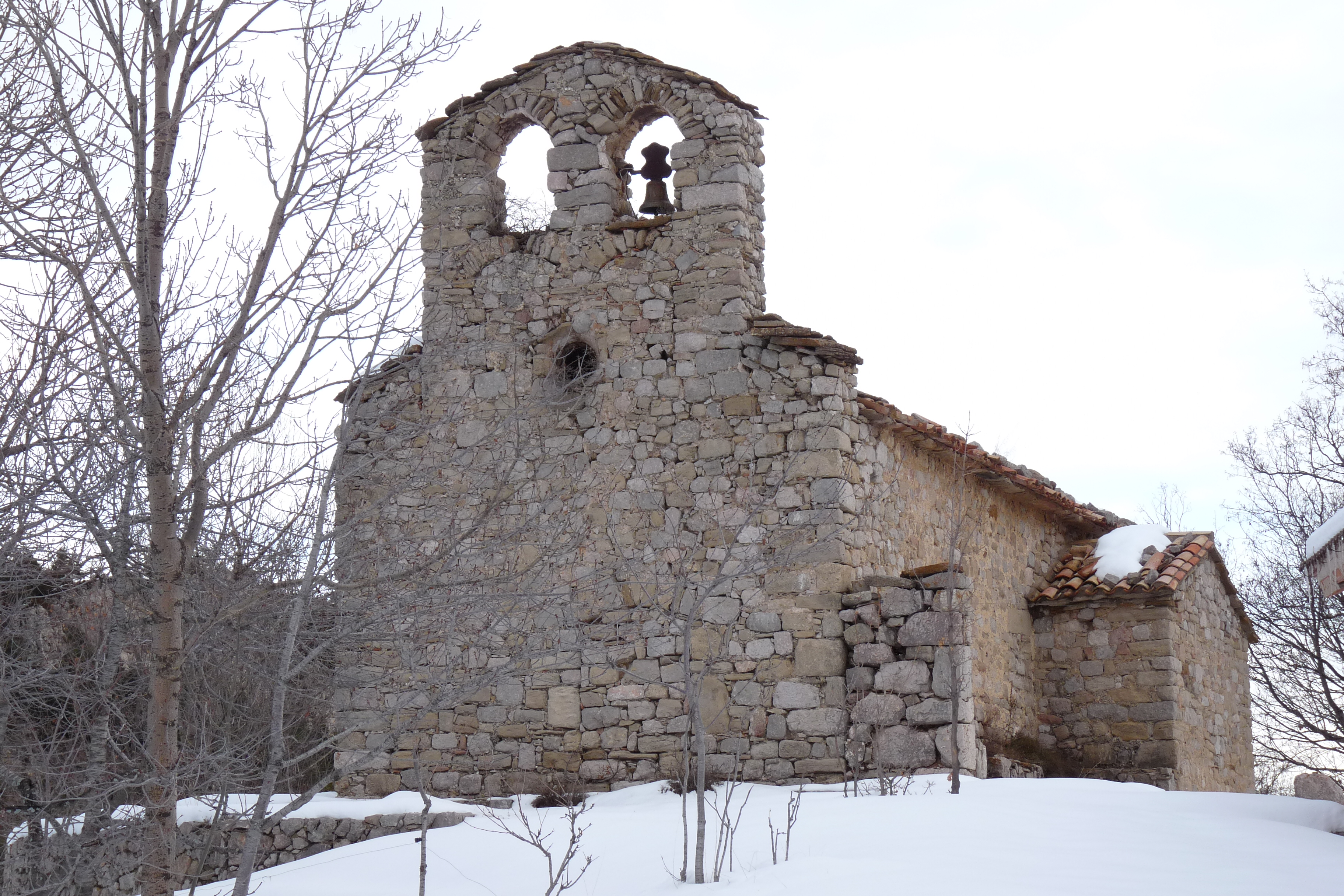
Église romane de Saint Mateu (siècle X), Fumanya (Fígols)

## Histoire
En 1932, une grande insurrection ouvrière, connue sous le nom de Révolte de l'Alt Llobregat a lieu dans la région conduisant les travailleurs des secteurs miniers et textiles à promulguer le communisme libertaire.